# Kastell Großkrotzenburg
Das Kastell Großkrotzenburg war ein römisches Kastell an der Wetteraulinie des Obergermanisch-Raetischen Limes in Großkrotzenburg am Main im hessischen Main-Kinzig-Kreis.

## Lage
Das Kastell befindet sich heute vollständig überbaut im alten Ortskern von Großkrotzenburg in einer hochwassergeschützten Uferlage auf einer Schotterterrasse nördlich des Mains, der hier von Süden kommend in einem leichten Bogen nach Westen fließt. Im Limesverlauf nördlich schließen sich vor allem Sumpfgebiete wie der Großauheimer Torfbruch mit der Schiffslache sowie weiter nördlich die Bulau an, so dass das Kastell wohl im Wesentlichen zur Überwachung des Flussübergangs erbaut wurde.
Südlich Großkrotzenburgs bildete der Main als sogenannter Mainlimes oder „Nasser Limes“ die Grenze bis zum Kastell Wörth (Odenwaldlimes) bzw. Kastell Miltenberg-Ost (jüngere Odenwaldlinie).

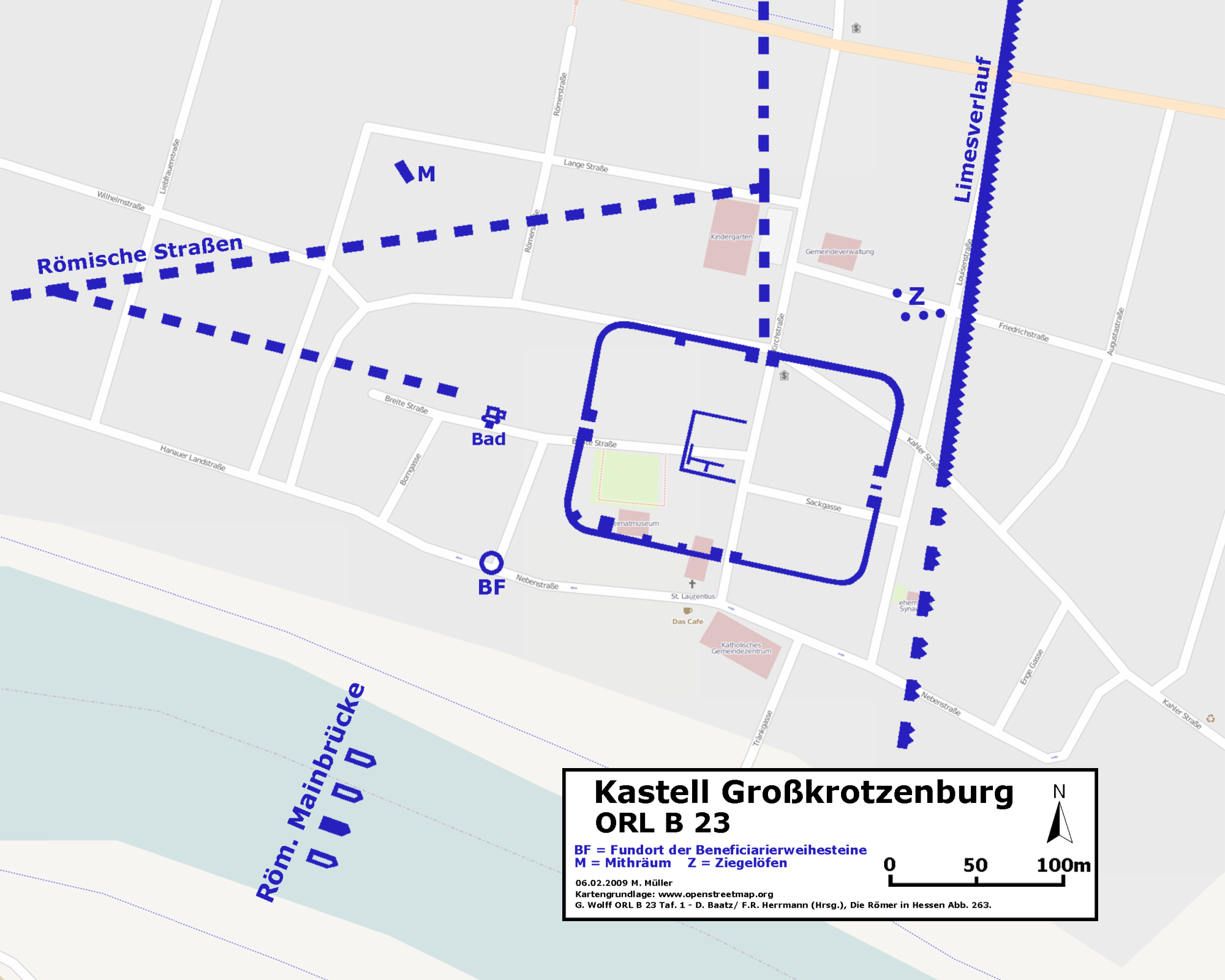
Lageplan des Kastells

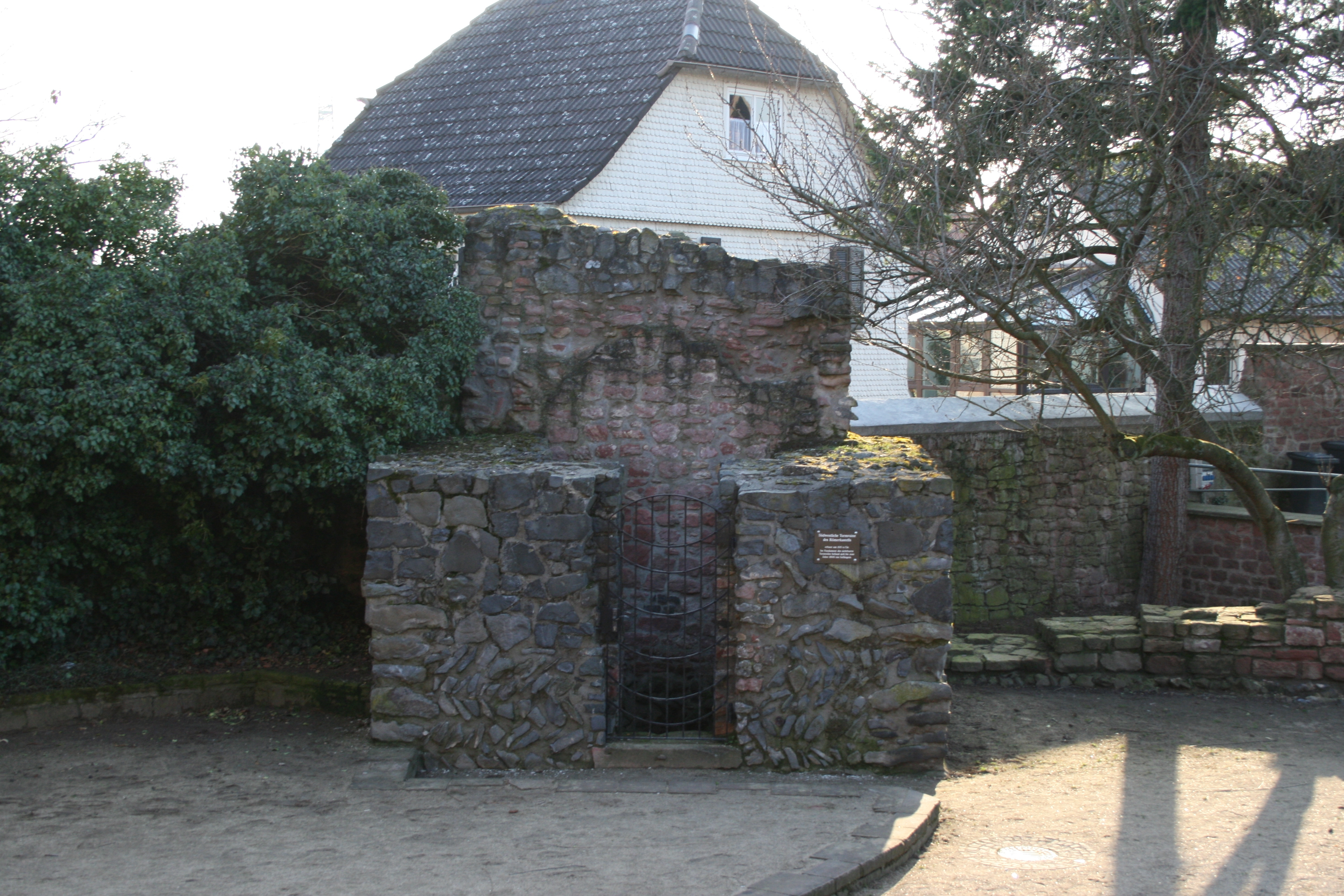
Ansicht des südwestlichen Eckturms

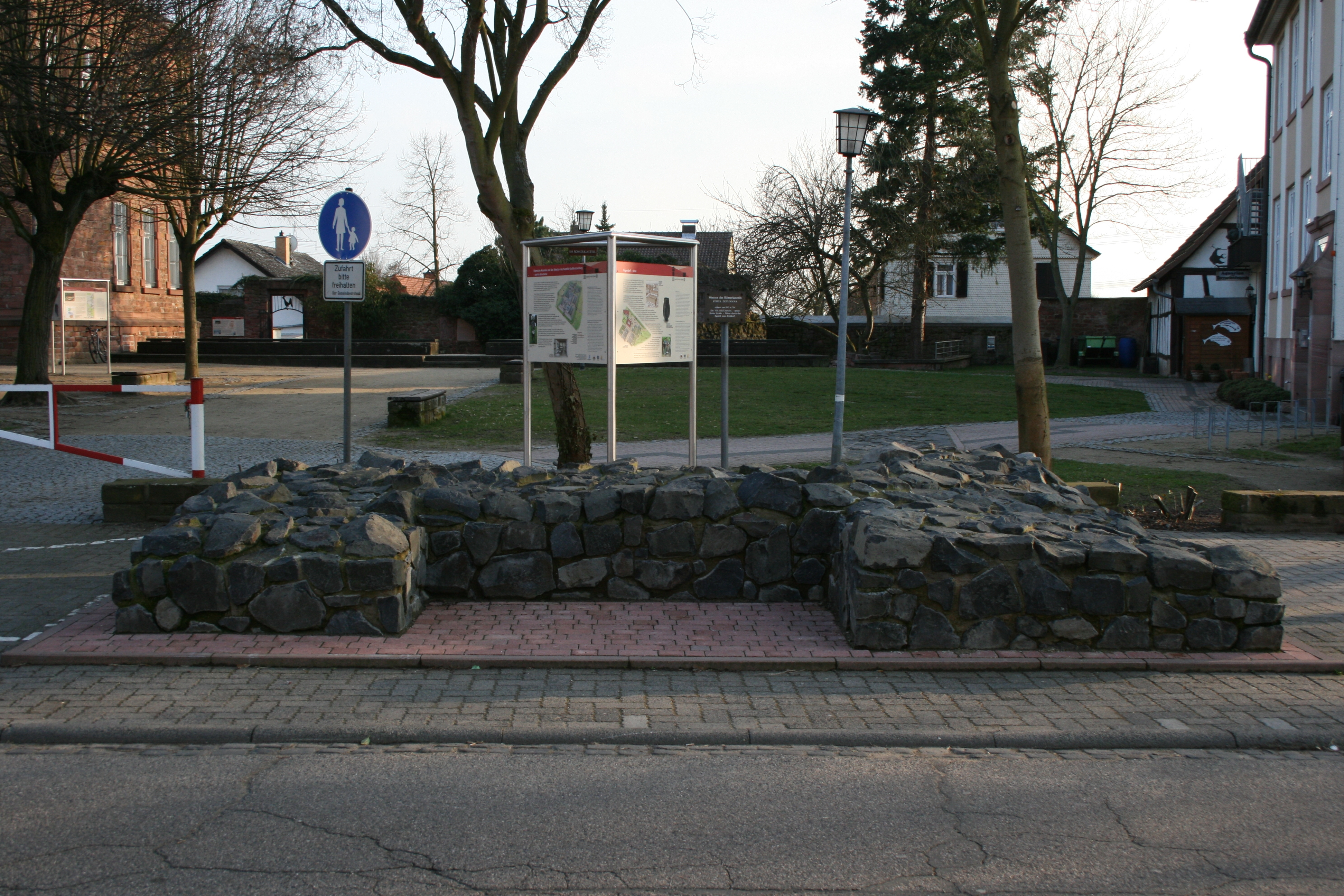
Rekonstruiertes Fundament des südlichen Torturms der porta decumana

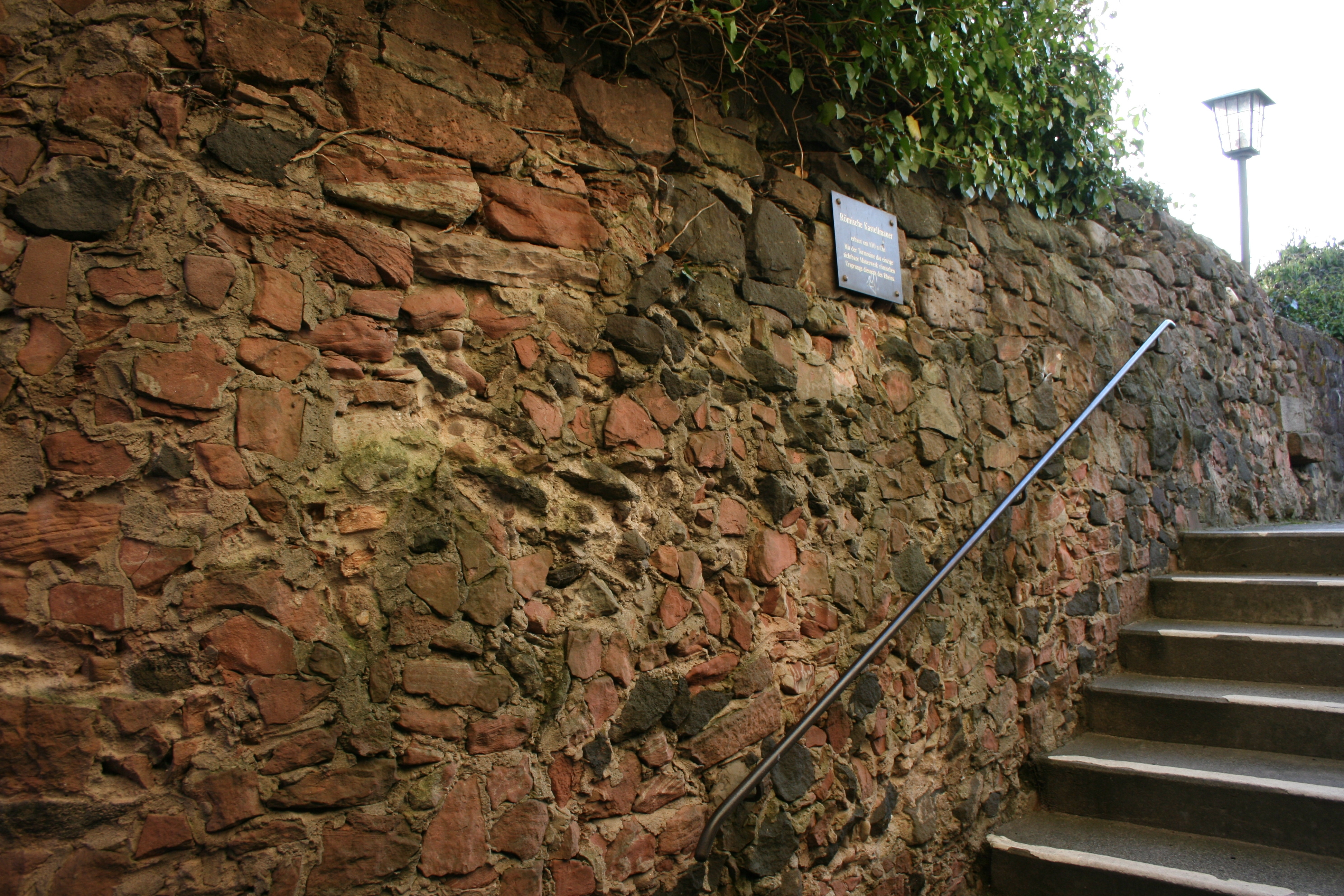
Ansicht der südlichen Kirchhofmauer, die im Kern auf die römische Kastellmauer zurückgehen dürfte

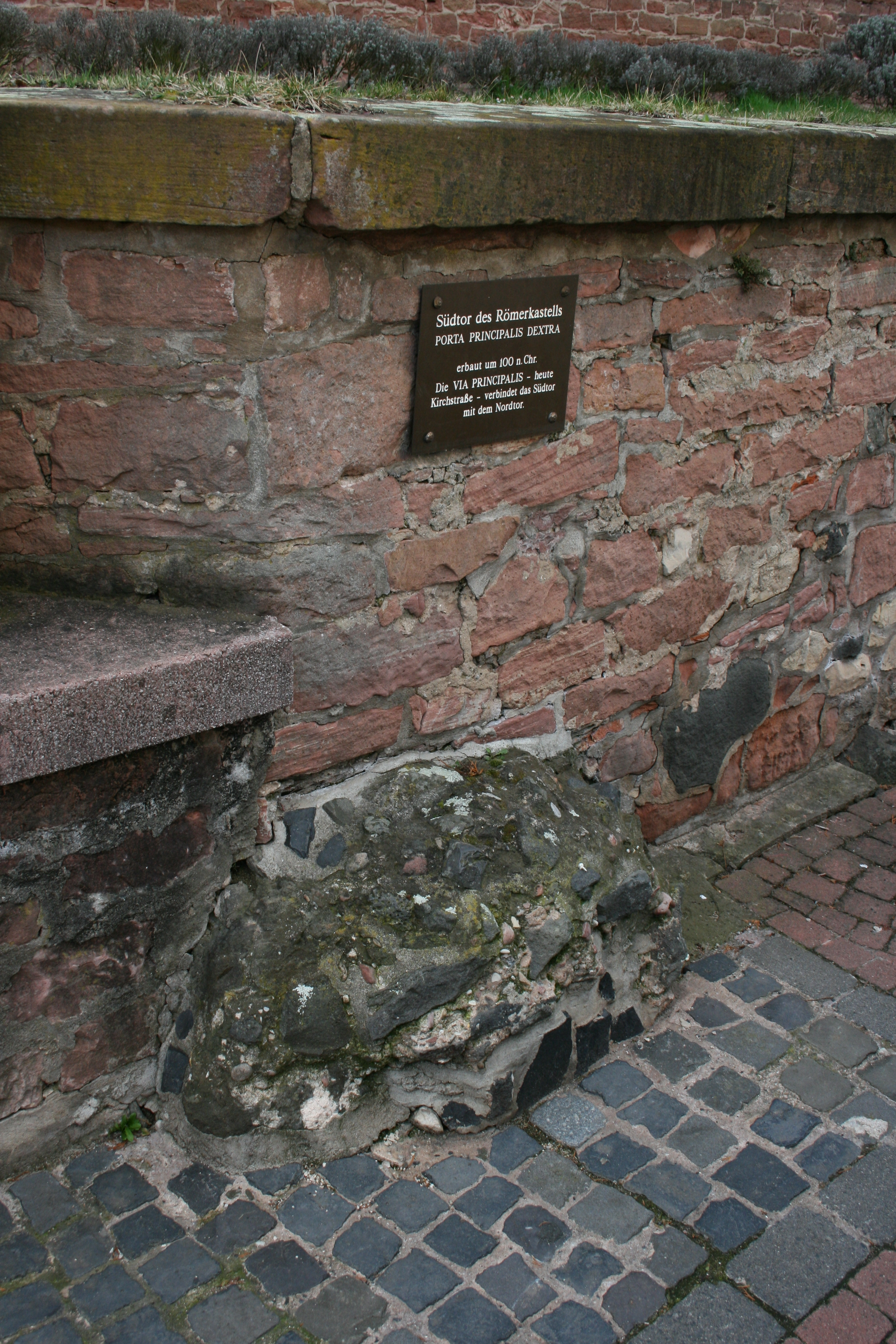
Römisches Mauerstück, das aus der Kirchhofmauer in die Kirchstraße ragt

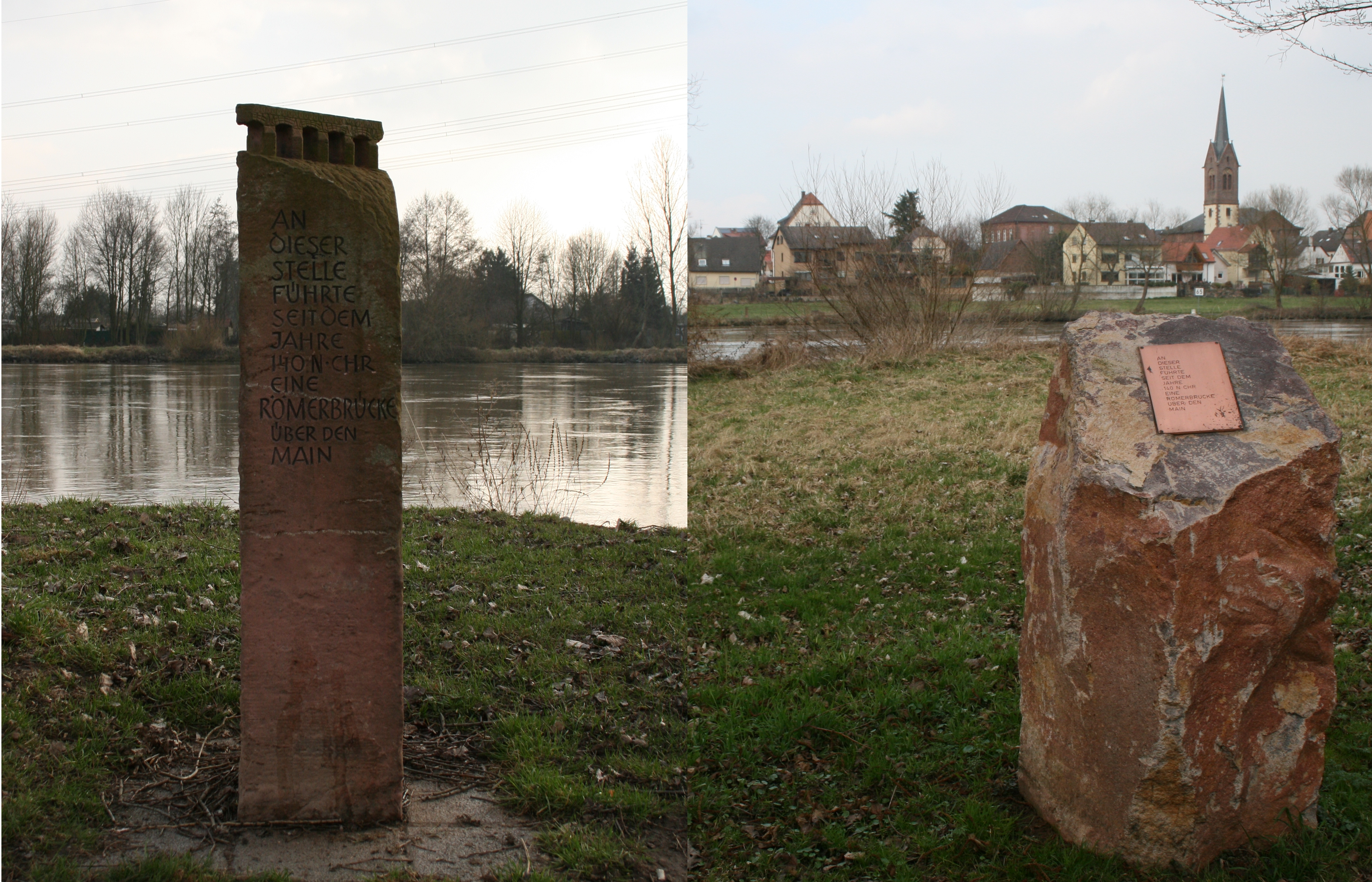
Hinweissteine am Standort der römischen Mainbrücke. Links am nördlichen Ufer, rechts südlich.

Der Limes passierte das Kastell in nur 25 m Entfernung zur Kastellmauer östlich der Anlage. Zum äußeren Spitzgraben verblieb mit sechs Meter Abstand gerade genug Platz für einen Weg. Der Bereich zwischen Kastell und Limes konnte zuletzt im Vorfeld von Baumaßnahmen 2001 untersucht werden. Hierbei wurde festgestellt, dass die Palisade einen anderen Verlauf nahm als der Limesgraben und beide wahrscheinlich nicht gleichzeitig bestanden haben.

## Erforschung
Obwohl noch Mauerreste des Kastells in neuzeitlichen Gebäuden und Mauern im Ortskern erhalten sind, begann die archäologische Grabungstätigkeit verhältnismäßig spät mit den Grabungen des Hanauer Geschichtsvereins 1881 und der Reichs-Limeskommission 1893 unter der Leitung von Georg Wolff. Festgestellt wurden zunächst hauptsächlich die Kastellumwehrung sowie Teile des Stabsgebäudes (principia). Einige weitere, sehr ausschnitthafte Gebäude-Befunde wurden bei Einzeluntersuchungen im Verlauf des 20. Jahrhunderts freigelegt.

## Anlage
Das Kastell zeichnet sich heute noch anhand einiger Straßen im Ortsbild ab. So verläuft die Kirchstraße annähernd gleich zur via principalis des Kastells, mit etwas mehr Abweichung die Sackgasse ähnlich der via praetoria sowie die „Breite Straße“ zur via decumana.
Vorwiegend durch Inschriften sowie durch die Ziegeleifunde lässt sich als Einheit die Cohors IV Vindelicorum belegen, eine 500 Mann starke Hilfstruppeneinheit, die ursprünglich im Alpenvorland ausgehoben wurde.

### Kastell
Das Kastell war nach Osten, auf den Limes hin ausgerichtet. Aufgrund des geringen Abstand zum Limes sowie der Tatsache, dass dieser nördlich des Kastells zweimal leicht seine Richtung änderte, schloss Wolff, dass das Kastell bei der Anlage der Limespalisade bereits bestand.
Die Fundamentlage und wenig aufgehendes Mauerwerk der 175 mal 123 Meter messenden Außenmauer des Kastells (= 2,1 ha) ist an wenigen Stellen des südlichen Abschnitts noch erhalten bzw. in moderne Bauwerke eingefasst. Besonders gut erhalten ist der südwestliche Eckturm, da sein Untergeschoss in späterer Zeit als Gefängnis genutzt wurde. An diesen anschließend wurde heute ein daran anschließendes Mauerstück mit Sandsteinen rekonstruiert. Eigentlich bestand die Kastellmauer aus einem 1,80 Meter breiten Fundament, auf das ein Gussmauerwerk aufgesetzt wurde. Außen wurden Basaltsteine in schräger Lage (opus spicatum) vorgeblendet.
Weitere Reste der Kastellumwehrung sind sichtbar im Fall des südlichen Torturms des rückwärtigen Tores (porta decumana), dessen Fundamente in der Breiten Straße vor dem Heimatmuseum restauriert sind. Die südliche Kirchhofmauer der neuzeitlichen Kirche St. Laurentius besteht im Kern aus römischem Mauerwerk, das aber kaum zu erkennen ist. In deren Verlängerung ist in der Kirchstraße ein unscheinbarer Steinblock sichtbar, der über die Kirchhofmauer hinausragt. Alle Mauerreste sind mit Hinweistafeln versehen.
Doppelte Spitzgräben wurden besonders an der Westseite, im Norden und Osten durch kleinere Schnitte festgestellt. Entlang der südlichen Mauer zum Main hin fehlen diese oder konnten nicht nachgewiesen werden. Auffällig sind dort mehrere Abwasserkanäle, die rechtwinklig zur Kastellmauer verliefen.
Westlich der porta decumana wurde in den 1960er Jahren ein Teil des Kastellbads ergraben.

### Mainbrücke
Bei Baggerarbeiten wurden 1885 und 1903 im Main hölzerne Pfahlschuhe entdeckt, die zur Stabilisierung steinerner Brückenpfeiler dienten. Der Oberbau der Brücke dürfte aus Holz bestanden haben. Dendrochronologische Untersuchungen datierten die Hölzer auf das Jahr 134 n. Chr. in das Ende der Regierungszeit Kaiser Hadrians. Neben der Verbindung mit Gebieten südlich des Mains ermöglichte die Brücke vor allem Truppenverschiebungen am Limes.

### Beneficiarierstation
Im Jahr 1960 wurden zwischen der Mainbrücke und dem Kastell zwei Weihesteine sogenannter Benefiziarier (beneficiarii consulares) entdeckt. Sie legen nahe, dass an der verkehrsgünstigen Lage ein Polizeiposten bestand, wie er sich häufiger an Straßenkreuzungen oder Brücken nachweisen lässt.

### Ziegelei
Abseits vom Kastell und Vicus in Nähe zum Limes befand sich aufgrund der Brandgefahr ein Ziegeleibetrieb der Kohorte. Insgesamt fünf Brennöfen wurden dort bislang freigelegt. Mit den produzierten Ziegeln, die gewöhnlich Stempel der Cohors IV Vindelicorum tragen, konnte aufgrund der guten Transportmöglichkeit am Ende des 2. Jahrhunderts n. Chr. ein großer Teil der Bauten im nördlichen Teil der Provinz versorgt werden. Die Ziegelei trat die Nachfolge der Ziegelei der Legio XXII Primigenia in Frankfurt-Nied (siehe Kastell Höchst) an. Die entferntesten Belege für Großkrotzenburger Ziegel stammen aus Walldürn in Baden-Württemberg und dem Neuwieder Becken in Rheinland-Pfalz.
Für die Datierung der Ziegeleitätigkeit ist wichtig, dass einige der dort produzierten Ziegel bei der Neuerrichtung des Kastells Niederbieber genutzt wurden. Dabei wurden auch Ziegel aus der Legionsziegelei der Legio VIII Augusta eingesetzt, die als Beinamen dieser Legion unter anderem auch Commoda nennen. Dieser Beiname verweist auf Kaiser Commodus (regierte 180–192 n. Chr.) und gehörte nur etwa von 185 bis 192 n. Chr. zur Titulatur der Legio VIII Augusta. Aufgrund dessen lässt sich die Errichtung des Kastells Niederbieber datieren und damit indirekt auch ein Indiz für den ungefähren Produktionszeitraum der Kohortenziegelei in Großkrotzenburg gewinnen.

### Vicus
Wenige Aussagen können zu der Bebauung des Kastelldorfes getroffen werden, das sich westlich und nordwestlich des Kastells befand. Lage und Ausdehnung lässt sich anhand mehrerer römischer Wege erschließen. Mit Ausnahme eines Kellers sind keine Gebäudegrundrisse bekannt. Nachgewiesen wurde eine Kultstätte des Gottes Mithras, von dem mehrere Steindenkmäler bekannt sind. Die Originale sind jedoch teilweise im Zweiten Weltkrieg mit den Beständen des Hanauer Museums zerstört worden.

### Datierung
Großkrotzenburg weist eine gewisse Siedlungskontinuität durch viele Epochen auf, wenngleich einschränkend zu bemerken ist, dass für längere Perioden dazwischen Belege fehlen. Neben Siedlungsspuren der Jungsteinzeit, Bronze- und Eisenzeit wurden 1988 unter römischen Schichten im Ortskern Spuren einer latènezeitlichen Siedlung entdeckt.
Der Beginn der römischen Besetzung des Platzes ist zeitlich nicht genau zu fixieren. Möglicherweise ging dem Kastell ein Vorgängerbau voraus, zu dem ein Spitzgraben nördlich des Steinkastells gehört haben könnte sowie einige Gräben, die bei Untersuchungen östlich des Kastells 2001 entdeckt wurden. Einschränkend könnte jedoch die relativ neue Entdeckung einer früheren Limeslinie von Heldenbergen nach Hanau-Salisberg gelten, die durch Neufunde zweier römischer Kleinkastelle in Hanau-Mittelbuchen bekannt geworden ist. Das Ende des Kastells Hanau-Salisberg gibt in diesem Fall einen Terminus post quem für das Kastell Großkrotzenburg. Die Erbauung des Steinkastells wird allgemein in der Zeit Kaiser Trajans vermutet. Die durch zahlreiche Ziegelfunde als Großkrotzenburger Einheit belegte Cohors IV Vindelicorum ist in der frühen Regierungszeit Trajans noch als Besatzung des Steinkastells A (auch: Alenkastell) in Nida-Heddernheim nachweisbar.
Einige Jahrzehnte nach dem Abzug der Römer um 260 n. Chr. (Limesfall) ließen sich im Lagerareal neue Siedler nieder. Die frühesten Funde ließen sich bisher ins 4. Jahrhundert datieren, einige Grabfunde aus dem 4. und 5. Jahrhundert wurden jenseits des Limes gemacht. Baumaßnahmen östlich des Kastells förderten 2001 alamannische Funde aus dem Lagergraben, was für eine Datierung wenige Jahrzehnte nach Aufgabe des Kastells spricht. Spätere Funde liegen erst wieder aus dem Mittelalter vor. In dieser Zeit wurden die noch teilweise aufrecht stehenden Mauern als Dorfbefestigung benutzt. Die Ersterwähnung Großkrotzenburgs als Cruzenburch ist erst im Jahr 1175 belegt.

### Denkmalschutz
Das Kastell Großkrotzenburg ist als Teil des Obergermanisch-Raetischen Limes seit 2005 Teil des UNESCO-Welterbes. Außerdem ist es ein Bodendenkmal nach dem Hessischen Denkmalschutzgesetz. Nachforschungen und gezieltes Sammeln von Funden sind genehmigungspflichtig, Zufallsfunde an die Denkmalbehörden zu melden.

## Museum
Funde aus dem Kastell und dem Vicus werden gezeigt im Museum Großkrotzenburg, das sich in der Breiten Straße 16 in Nachbarschaft zu den sichtbaren Überresten der Kastellmauer befindet. Neben Pfählen der Mainbrücke und Ziegeln der IV. Vindelikerkohorte gehören vor allem Inschriften zur Ausstellung, darunter die erwähnten Beneficiarier-Steine sowie Funde aus dem Mithräum. Funde aus älteren Grabungen des Hanauer Geschichtsvereins sind zum Teil nach Hanau gelangt und im Museum Schloss Steinheim ausgestellt.

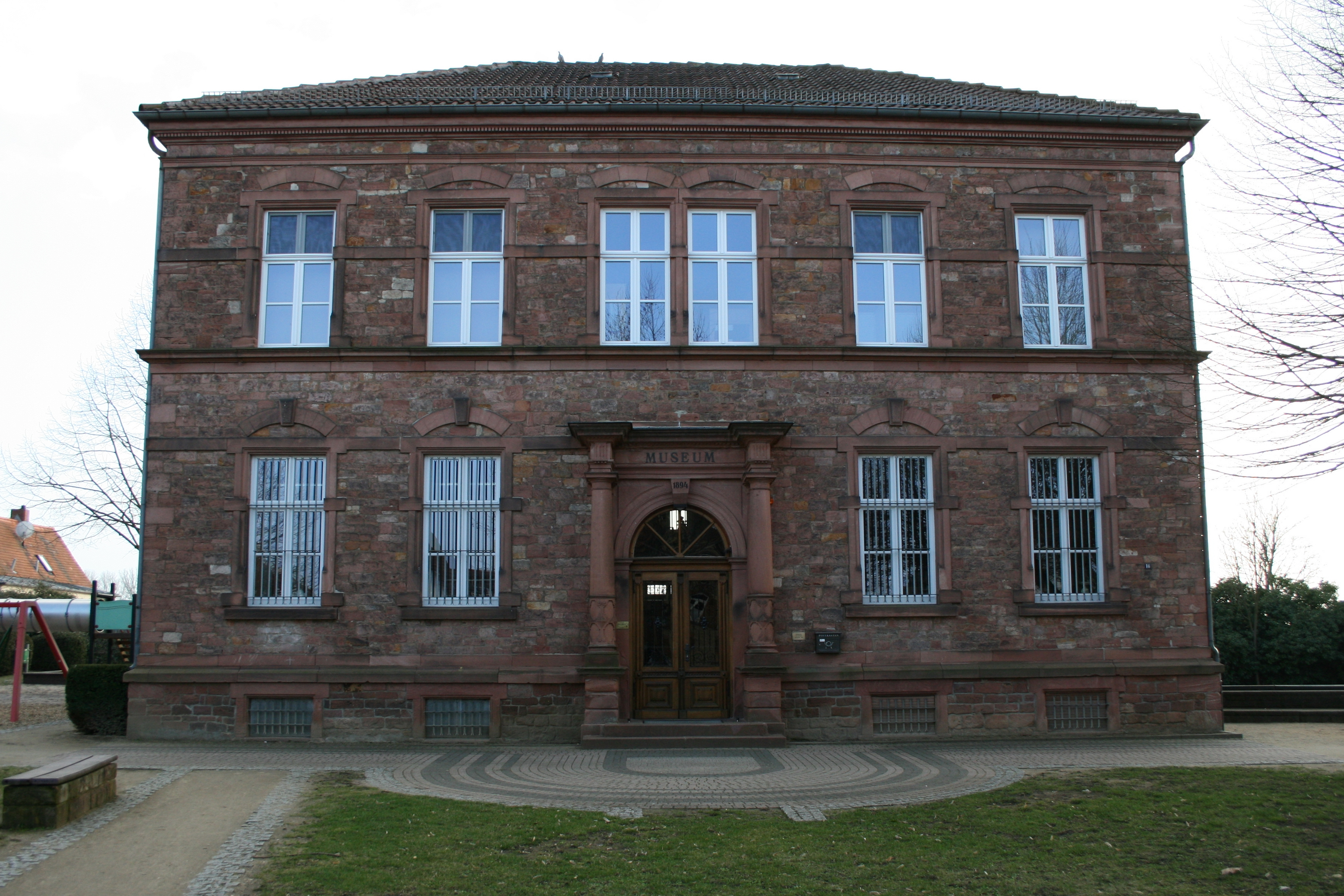
Museum Großkrotzenburg, Außenansicht.
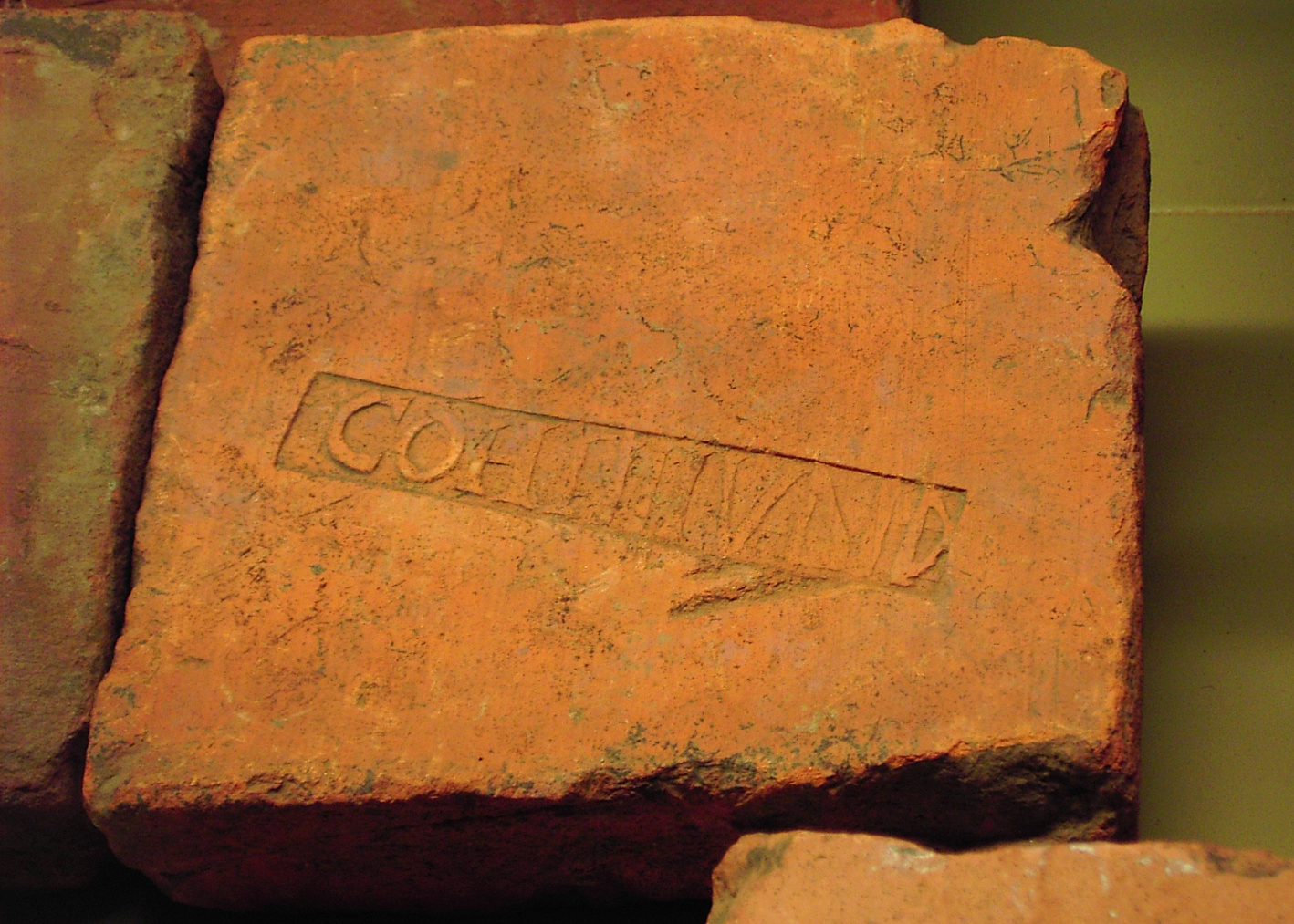
Ziegelstempel der IV. Vindeliker-Kohorte aus dem Museum.
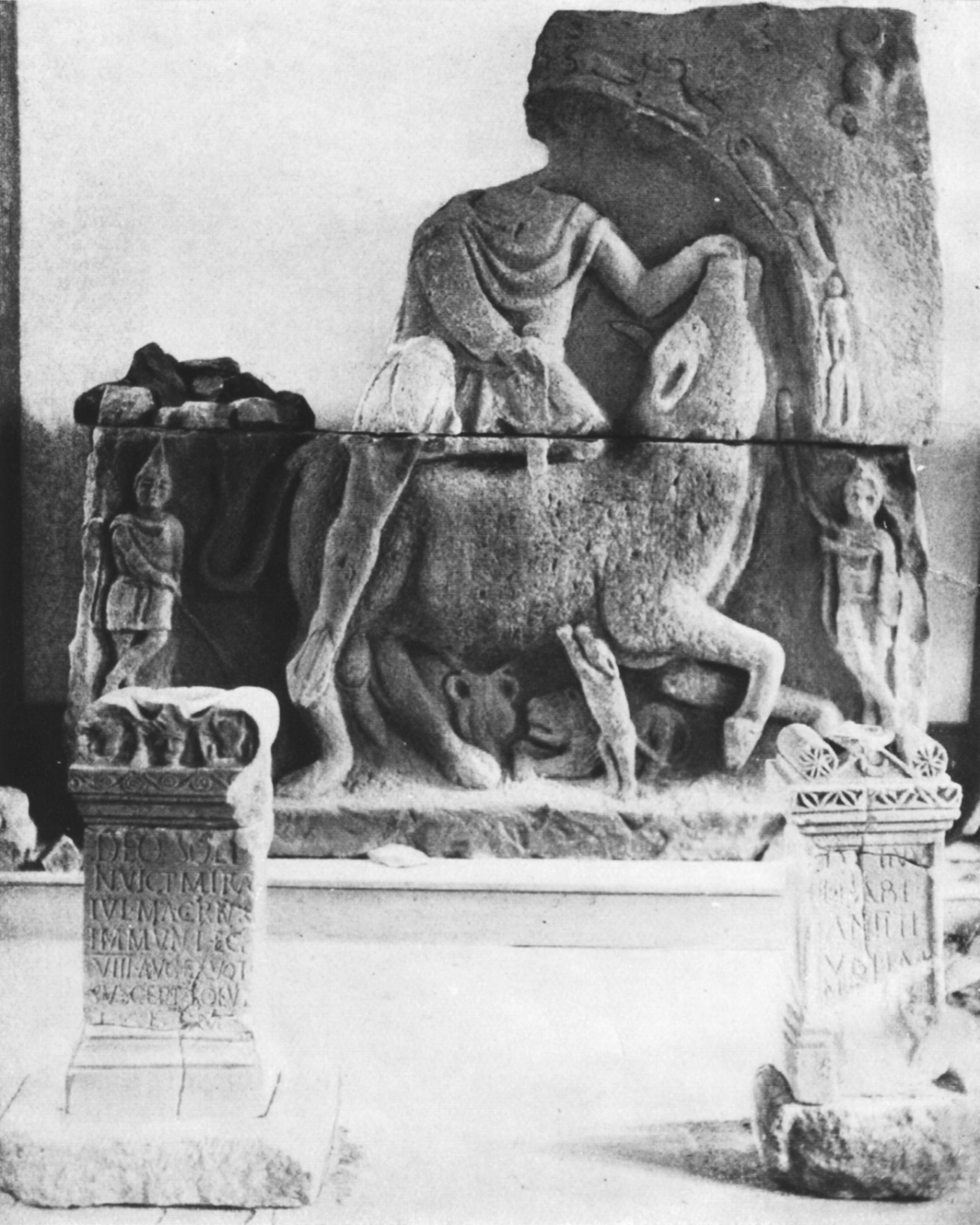
Das Mithrasrelief aus Großkrotzenburg im Hanauer Museum, 1945 größtenteils zerstört.
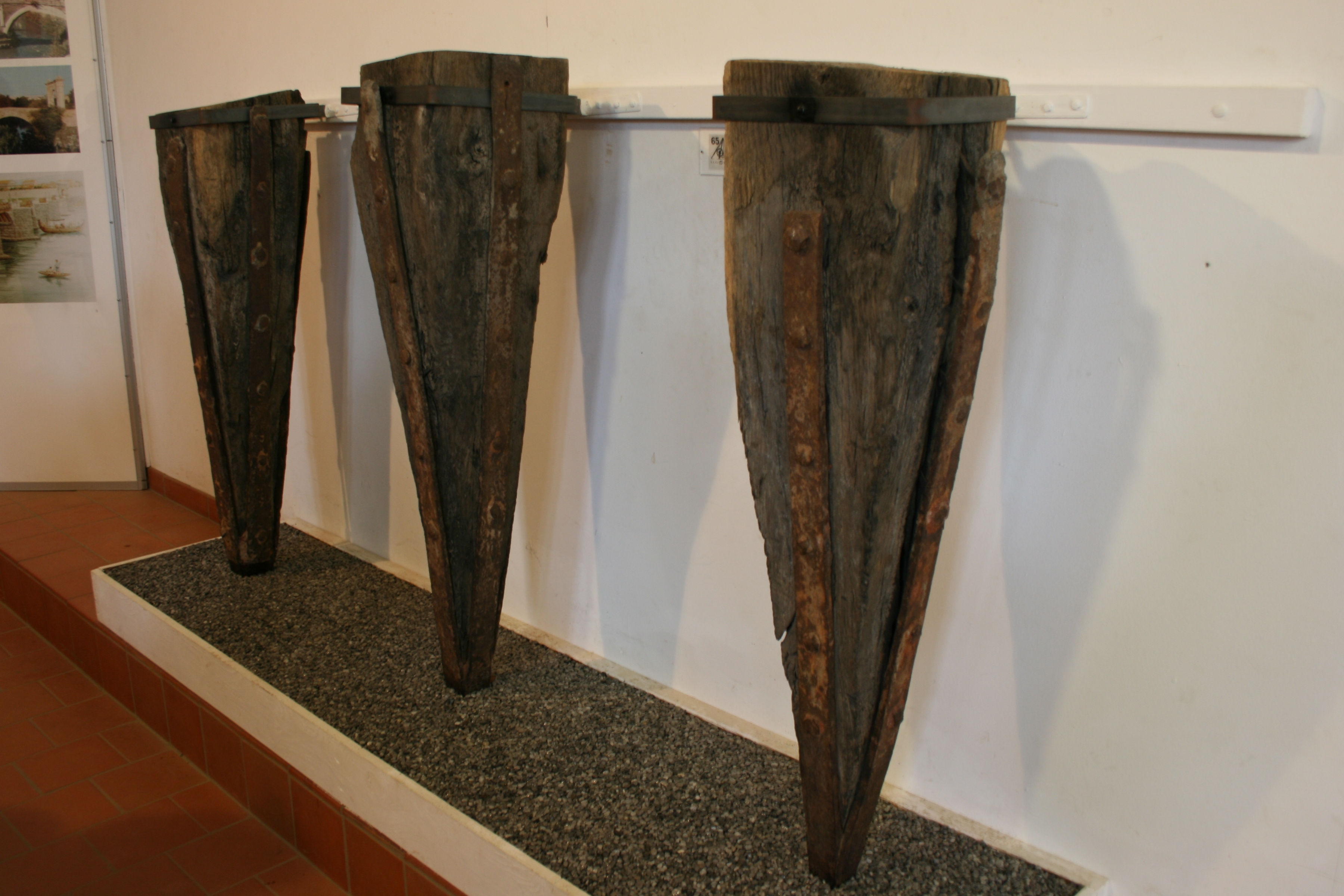
Pfahlschuhe der Mainbrücke im Saalburgmuseum.